# Sutton Coldfield
Sutton Coldfield este un oraș în comitatul West Midlands, regiunea omonimă, Anglia. Orașul se află în districtul metropolitan Birmingham.